# Château de Monte-Cristo
Le château de Monte-Cristo est la demeure que l'écrivain Alexandre Dumas s'est fait construire entre 1844 et 1847 par l'architecte Hippolyte Durand dans un parc de neuf hectares, aménagé dans le style anglais au Port-Marly (Yvelines).

## Historique

### Origines
En 1844, Alexandre Dumas s'est déjà fait un nom en tant que dramaturge et se lance dans la presse qui connaît alors son âge d'or. Dans le sillage d'Eugène Sue et Les Mystères de Paris, il a l'idée de publier dans Le Siècle son premier roman feuilleton historique : Les Trois Mousquetaires.
Cet immense succès lui permet de rembourser de nombreuses dettes et d'envisager l'achat d'une maison de campagne proche de Saint-Germain-en-Laye où il résidait alors.

### Un vignoble sur un coteau gorgé d'eau
C'est au cours d'une promenade en forêt de Marly que Dumas repère et achète le coteau de vignes en surplomb de la Seine au Port-Marly qui deviendra sa future « réduction du paradis terrestre ».

Il sollicite l'architecte Hippolyte Durand pour lui construire une maison de campagne propice au calme, au repos et à l'écriture :
« - Monsieur Durand, vous allez ici même tracer un parc anglais au milieu duquel je veux
un château renaissance, en face d'un pavillon gothique entouré d'eau… Il y a des sources,
vous m'en ferez des cascades.
- Mais Monsieur Dumas, le sol est un fond de glaise, vos bâtiments vont glisser.
- Monsieur Durand, vous creuserez jusqu'au tuf… Vous ferez deux étages de caves et d'arcades.
- Cela vous coûtera quelques centaines de mille francs.

- Je l'espère bien ! » 
Les travaux sont lancés et le 25 juillet 1847 a lieu la pendaison de crémaillère. Six cents personnes y auraient participé, alors que cinquante invitations seulement auraient été envoyées.
Dumas choisit de baptiser sa demeure le « château de Monte-Cristo » en référence à son deuxième roman historique, Le Comte de Monte-Cristo.

### Le château de Monte-Cristo: «la plus royale bonbonnière qui existe»

#### Le parc
La maison trône au milieu d'un parc dessiné à l'anglaise avec pelouses, grottes, rocailles, cascades, bassins et rivières en profitant avantageusement du relief de la colline.
Cinq planches du poème de William Mason représentent le parti d'aménagement « à l'anglaise » du parc.
De style néo-Renaissance, la maison s'élève sur trois étages au-dessus du rez-de-chaussée et des caves qui servent de commun et abritent les cuisines essentielles chez Dumas gastronome et cuisinier.

#### Façades
Les façades sont entièrement et richement sculptées et on y retrouve de multiples références à Dumas et à ses centres d'intérêts : l'Histoire, les Arts et la Nature s'y déclinent au travers de motifs floraux, d'anges « putti », d'instruments de musique, d'armes, d'un bestiaire d'animaux fantastiques...
On trouve au fronton de chaque fenêtre du rez-de-chaussée un médaillon figurant des écrivains dramatique de toutes les époques.
Sur le fronton de la porte d’entrée, le blason avec trois aigles de la famille Davy de la Pailleterie, à laquelle appartenait Dumas est accompagné de la devise personnelle de l'auteur : « J’aime qui m’aime ». Ses initiales deux D et un A entrelacés ferment enfin les œils-de-bœuf couronnant les clochetons des deux tourelles de la maison.

#### Intérieur
À l'intérieur, le rez-de-chaussée abrite des salons et la salle à manger, pièce centrale pour Dumas gastronome et cuisinier, tandis qu'au premier étage on trouve alors la chambre, la bibliothèque, le cabinet de toilette et le fameux salon mauresque.

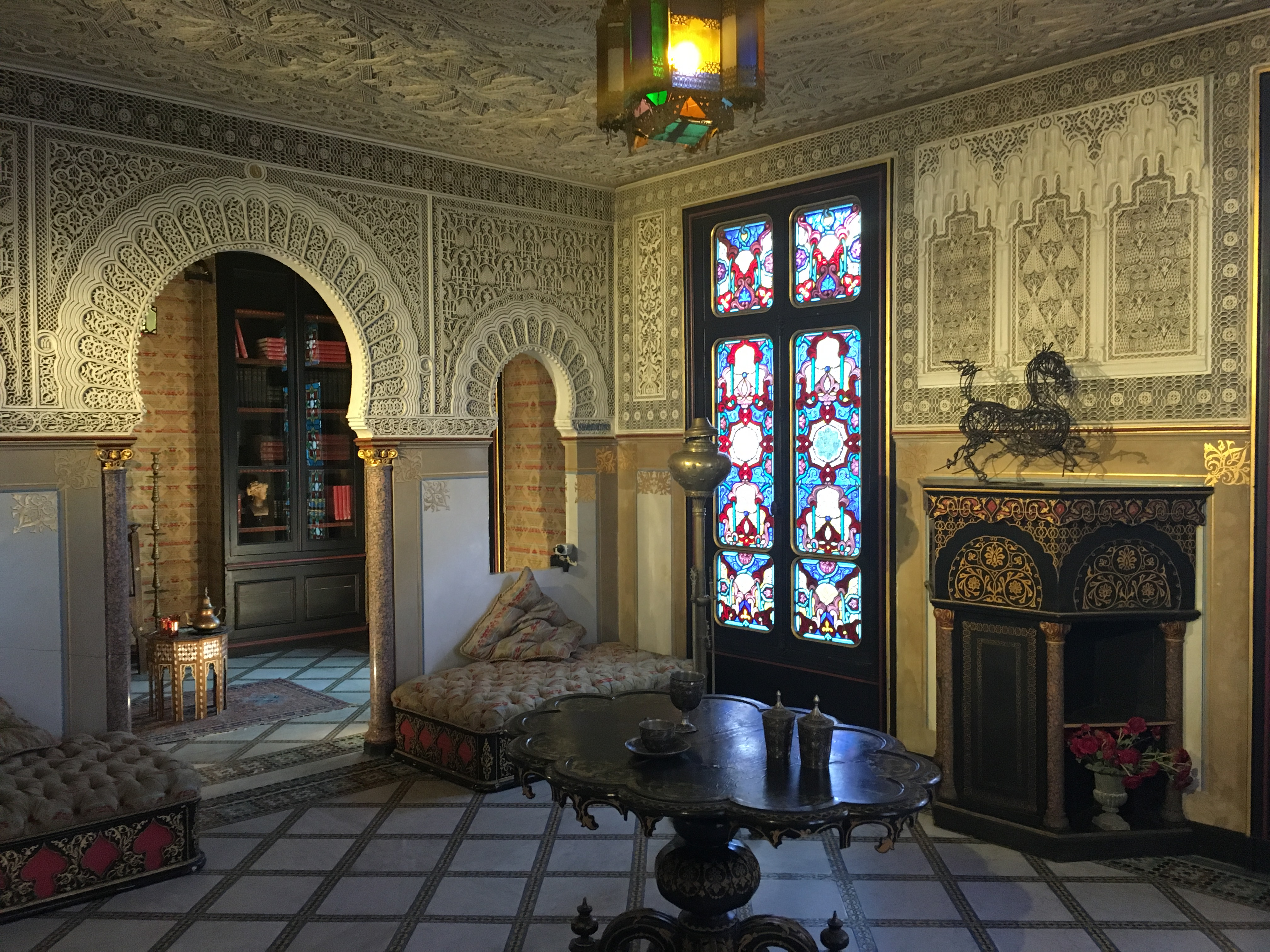
Le salon mauresque restauré du château de Monte Cristo.

L'ameublement est hétéroclite et correspond aux souvenirs de voyages de Dumas.
L'ensemble, très orné, fait dire à Balzac dans une lettre à Madame Hanska qu'il s'agit d'« une des plus délicieuses folies qu'on ait faites. C'est la plus royale bonbonnière qui existe. »

### Le château d'If

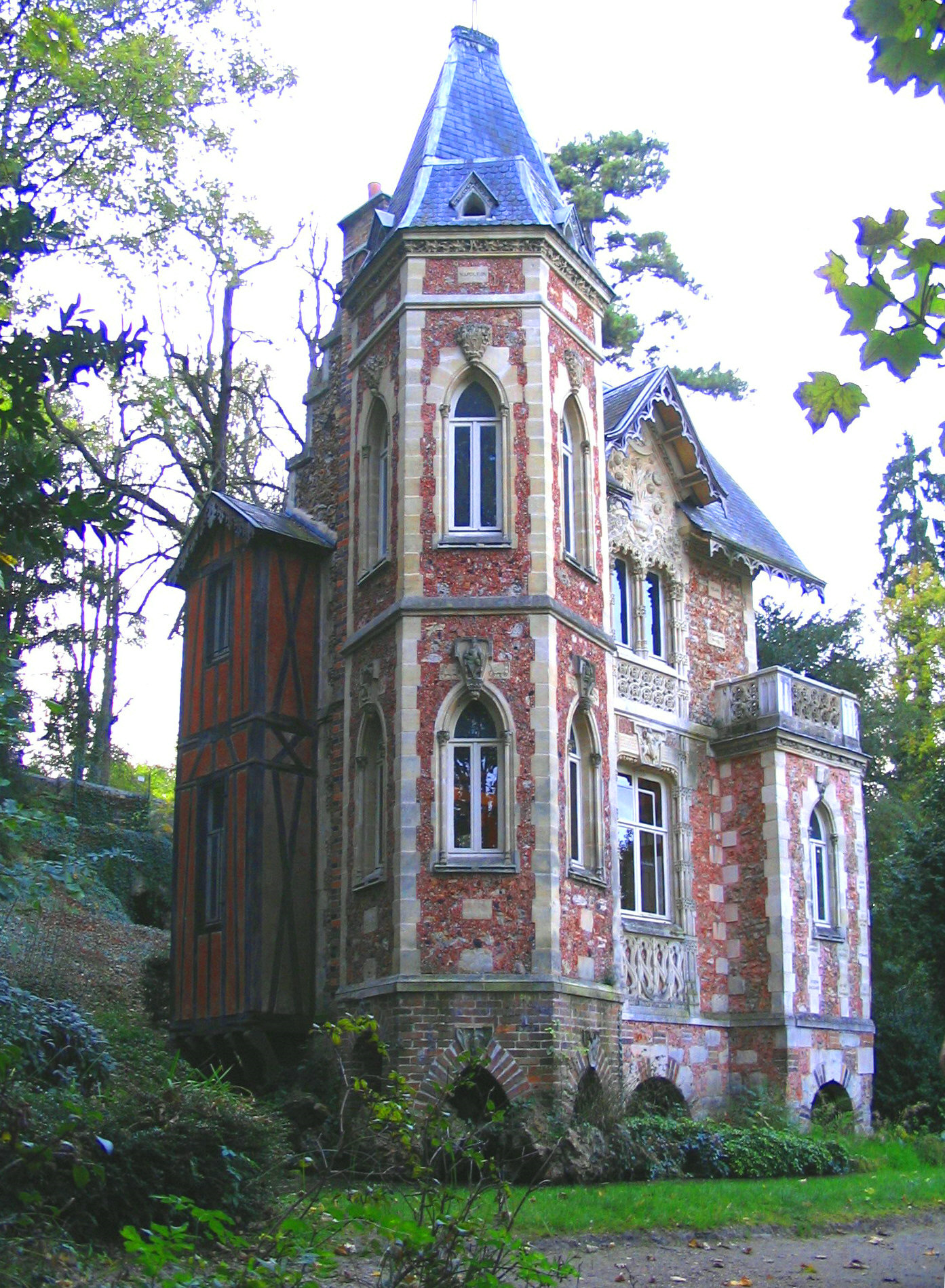
Sur une petite île, Alexandre Dumas se fit construire le Château d'If, qui lui servit de lieu de travail et de refuge.

À quelques mètres en surplomb du château de Monte-Cristo, Dumas fait édifier au milieu d'une île artificielle un petit castel néo-gothique de deux étages de briques rouges et pierre blanche auquel on accède par une petite passerelle de pierre.
Il le fait décorer de nombreux titres d'œuvres et de statues de héros de son œuvre et le baptise le château d'If, toujours en référence à la prison d'Edmond Dantès dans Le Comte de Monte-Cristo. Devant ce cabinet, on peut voir une statue représentant un chien dans sa niche, avec l'inscription Cave canem.
La pièce du rez-de-chaussée était utilisée comme cabinet de travail tandis que Dumas utilisait l'étage comme pièce de repos.

### Faillite

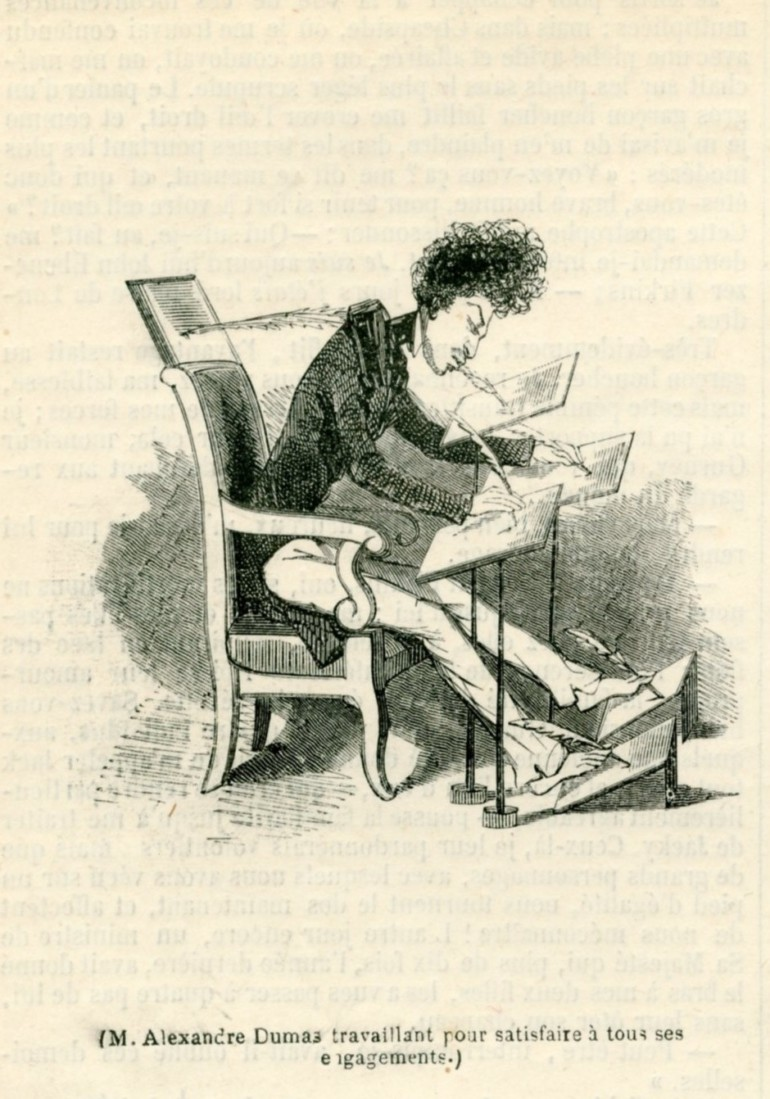
La prolixité mercantile de Dumas, accablé de dettes, mobilise nombre de prête-plume et cinq ou six libraires-éditeurs (caricature de Cham, 1846).

À la suite de la révolution de 1848, Alexandre Dumas est perclus de dettes, son Théâtre-Historique a en effet fait faillite. Contraint de vendre sa propriété pour la somme de 31 000 francs or en mars 1849, il continue néanmoins à l'occuper jusque 1851 grâce à son nouveau propriétaire, prête-nom de Dumas.
Le domaine se délabre de 1851 à 1894 et il ne reste rien de l'extraordinaire ameublement de la maison, vendu pour effacer les dettes de l'auteur.
Différents propriétaires se succèdent et, faute d'entretien, le château perd de son éclat et se délabre.

### Belle Époque et électricité
En 1894; Hippolyte Fontaine et son épouse Jeanne Villeret rachètent le domaine. Cet industriel, qui a fait fortune dans la fabrication de dynamos industrielles, lui redonne de sa splendeur et l'équipe de l'électricité. Deux jardiniers, un cocher et une femme de chambre sont affectés à demeure au domaine.
En 1903, au décès de Jeanne Villeret, le château revient à la fille qu'elle avait eue d'un premier mariage, Marthe Bordas.

### Sauvetage et restauration du château
Le domaine passe entre les mains de différents propriétaires et inoccupé finit par se dégrader. En 1969, son dernier propriétaire, une SCI, souhaite le raser et le céder au profit d'un programme de 400 logements. Pour empêcher sa démolition, l'historien Alain Decaux crée la Société des amis d’Alexandre Dumas (SAAD).
En 1970, le domaine est acquis par trois communes : Port-Marly, Marly-le-Roi et le Pecq via le Syndicat intercommunal de Monte-Cristo, chargé de sa gestion et de son fonctionnement. Conjointement avec la Société des amis d'Alexandre Dumas, la restauration du château est lancée.
Leurs actions conjointes permettent aux façades et toitures du château, au salon mauresque du premier étage, au château d'If et à son pont d'être classés au titre des monuments historiques par arrêté du 13 février 1975.
L'ensemble est restauré une première fois, notamment grâce au mécénat du roi du Maroc Hassan II qui finance la réfection du salon mauresque.
Ce salon avait été créé par deux artisans tunisiens, attachés au Bey de Tunis, Hadji Younis et son fils Mohammed, et qu'Alexandre Dumas avait ramenés avec lui d'un de ses voyages.
Le parc, le portail d'entrée et ses pavillons, les fabriques, les cascades et la fontaine sont inscrits aux monuments historiques le 3 novembre 1987.
En 1994, le musée ouvre au public avec pour vocation d'évoquer son illustre occupant. Il est depuis labellisé Musée de France.
Le parc qui domine la Seine, envahi d'érables et d'acacias, a perdu ses points de vue sur la vallée et nécessiterait aujourd'hui[Quand ?] une restauration de fond.
À la fin de l'année 2015, un nouveau chantier de restauration a été mis en place. D'un montant de 921 000 euros, il a duré jusqu'en mai 2016.
L'ensemble du domaine est classé le 5 juillet 2016, abrogeant ainsi les arrêtés ciblés de 1975 et 1987 et permettant une protection d'ensemble.

## Galerie

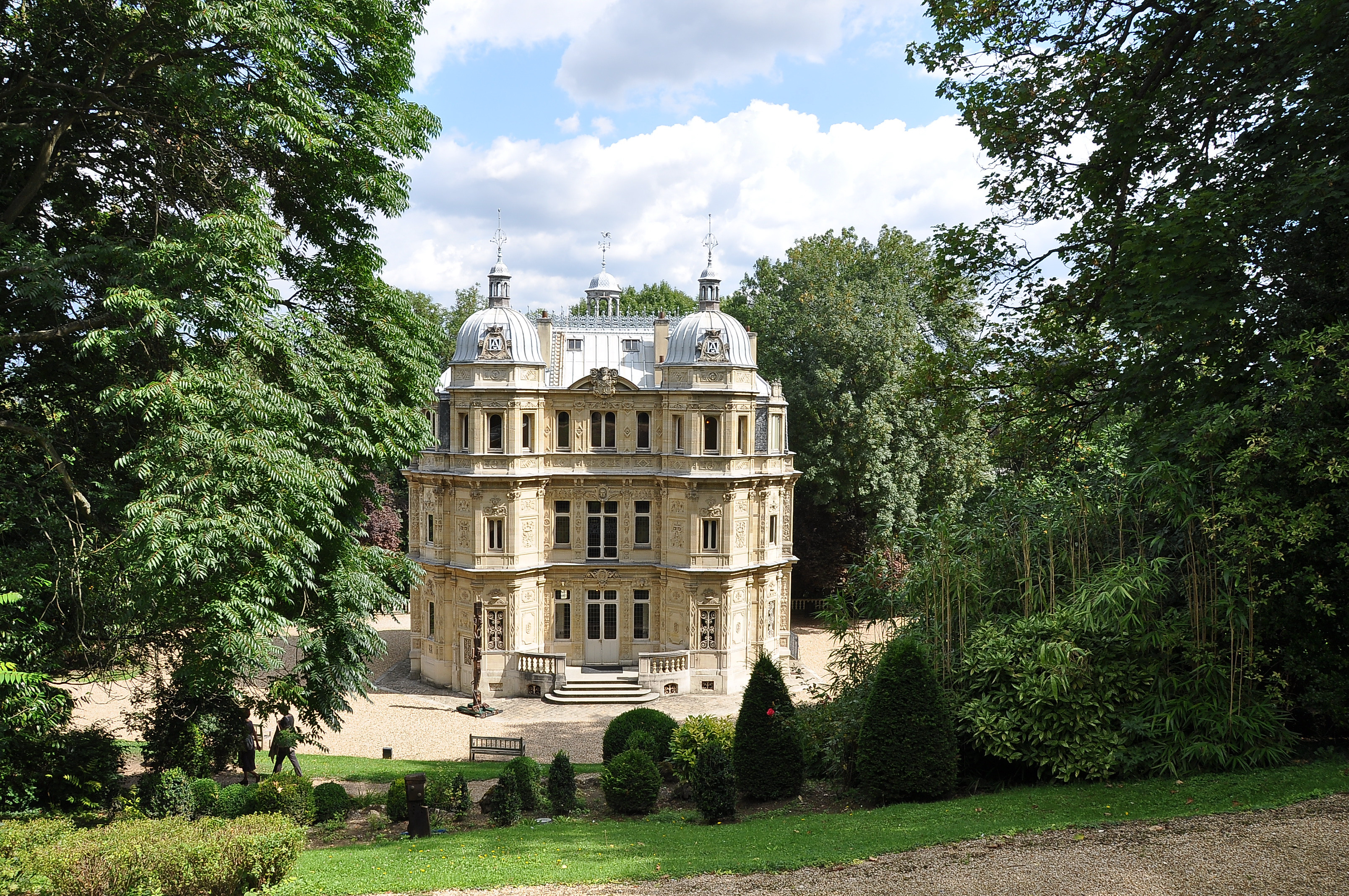
Château de Monte Cristo vu du Château d'If.
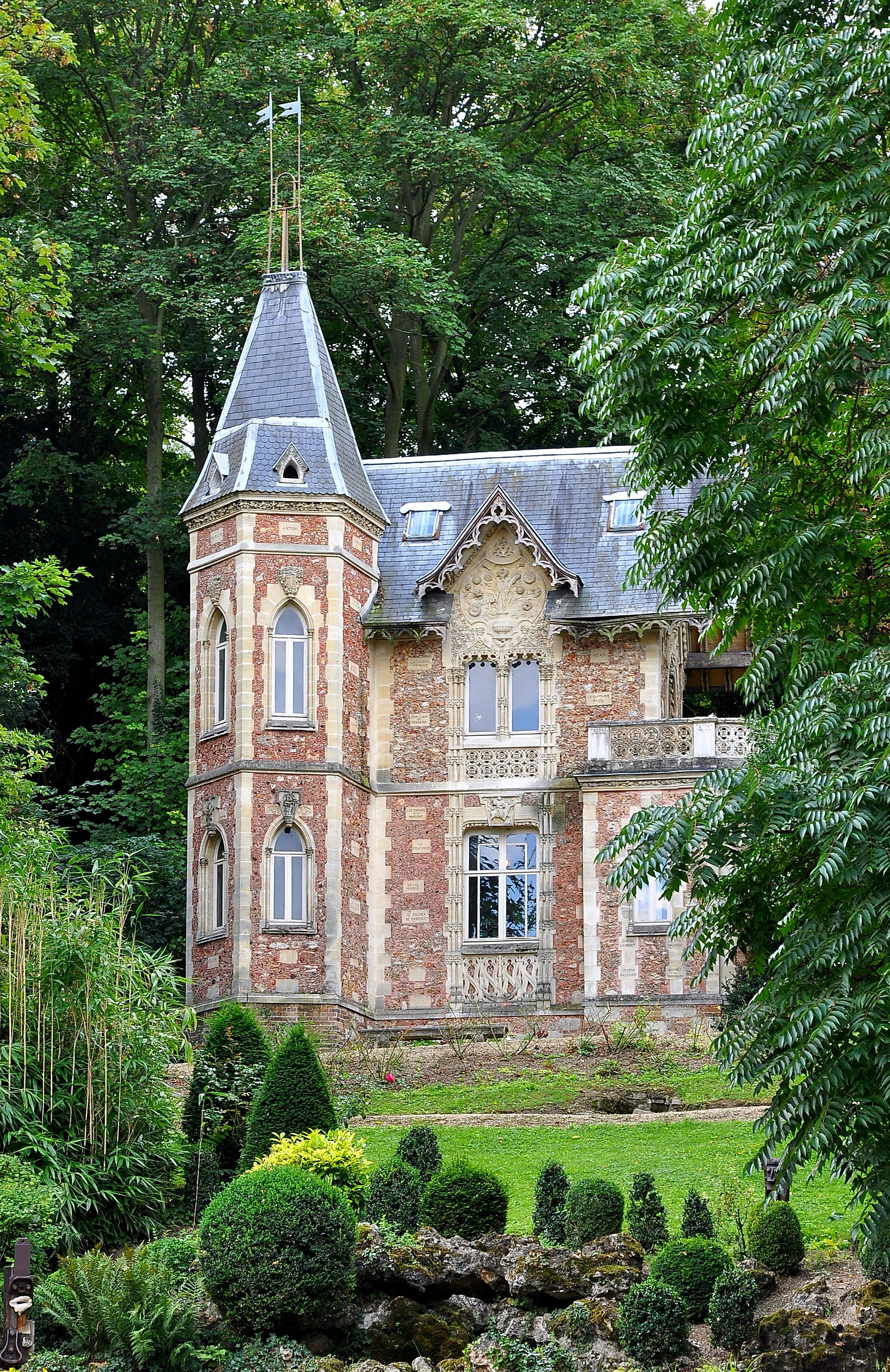
Chateau d'If vu du Château de Monte Cristo.
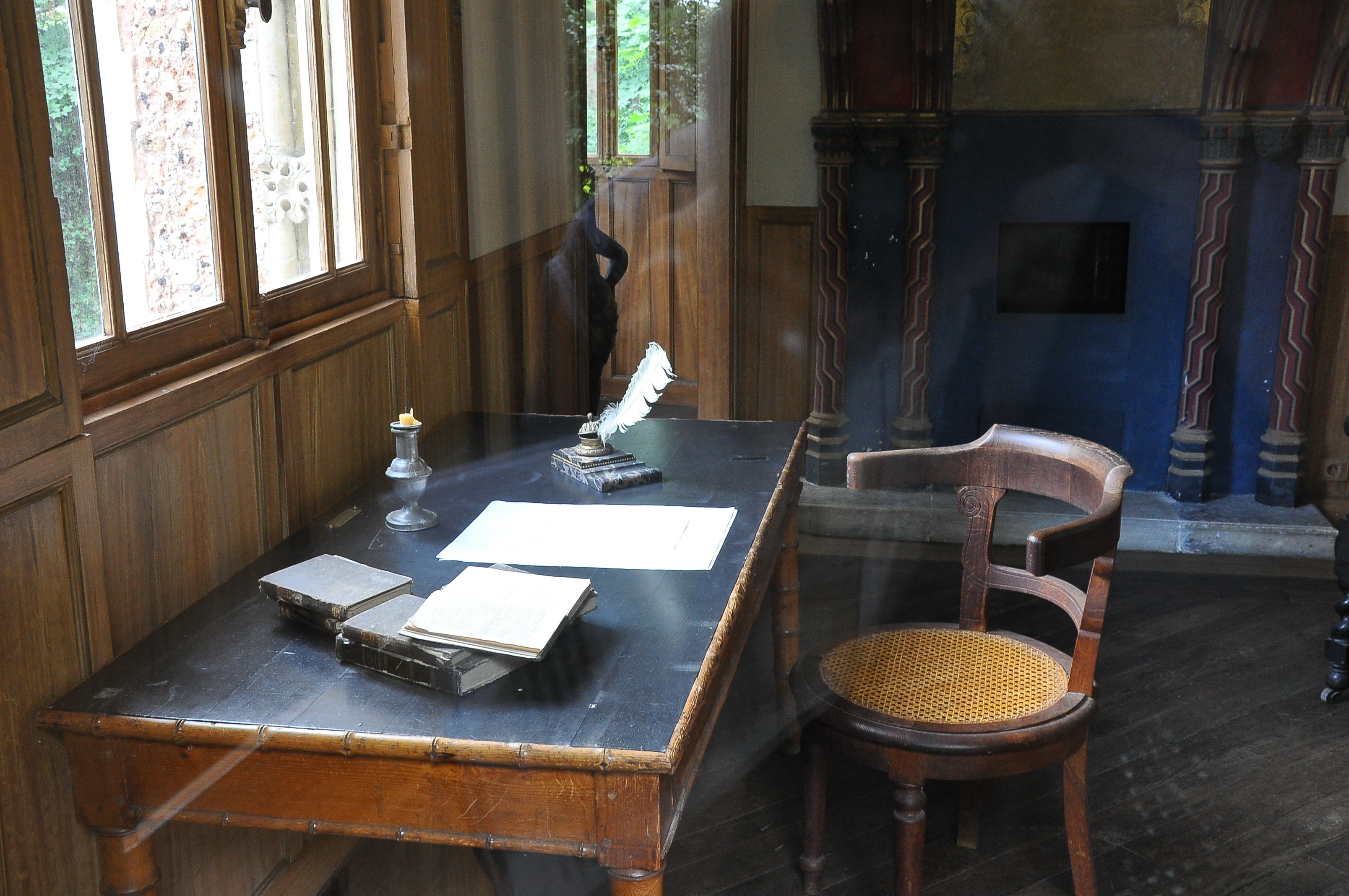
Lieu du travail d’Alexandre Dumas dans le Château d'If.
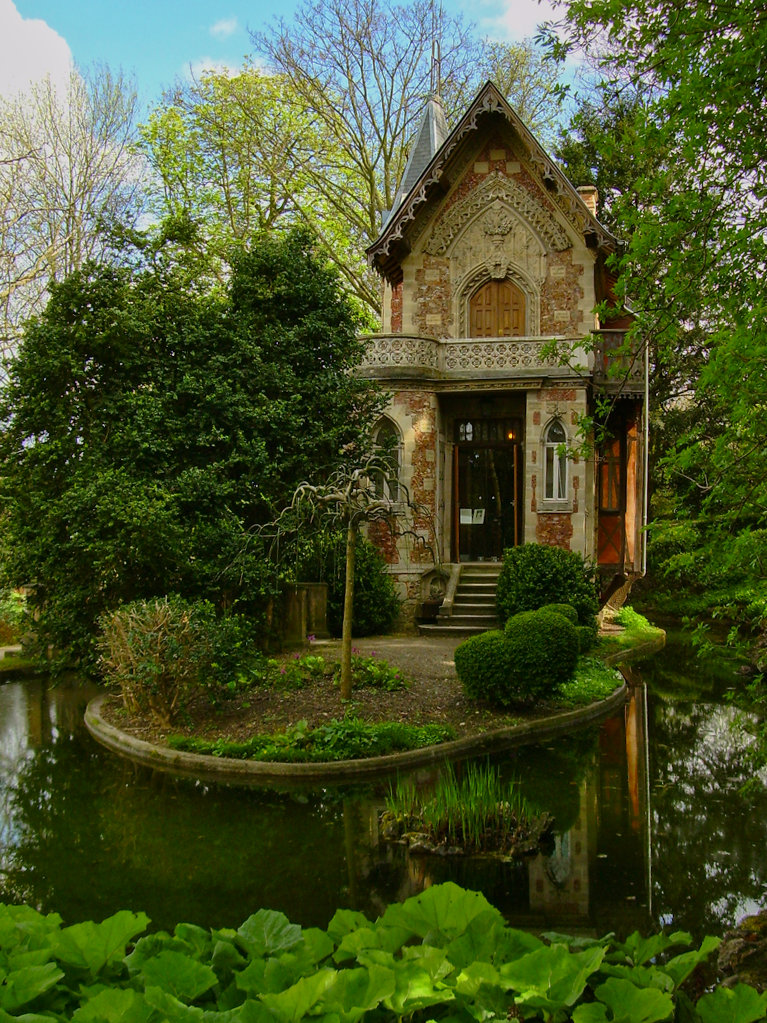
Château d'If.
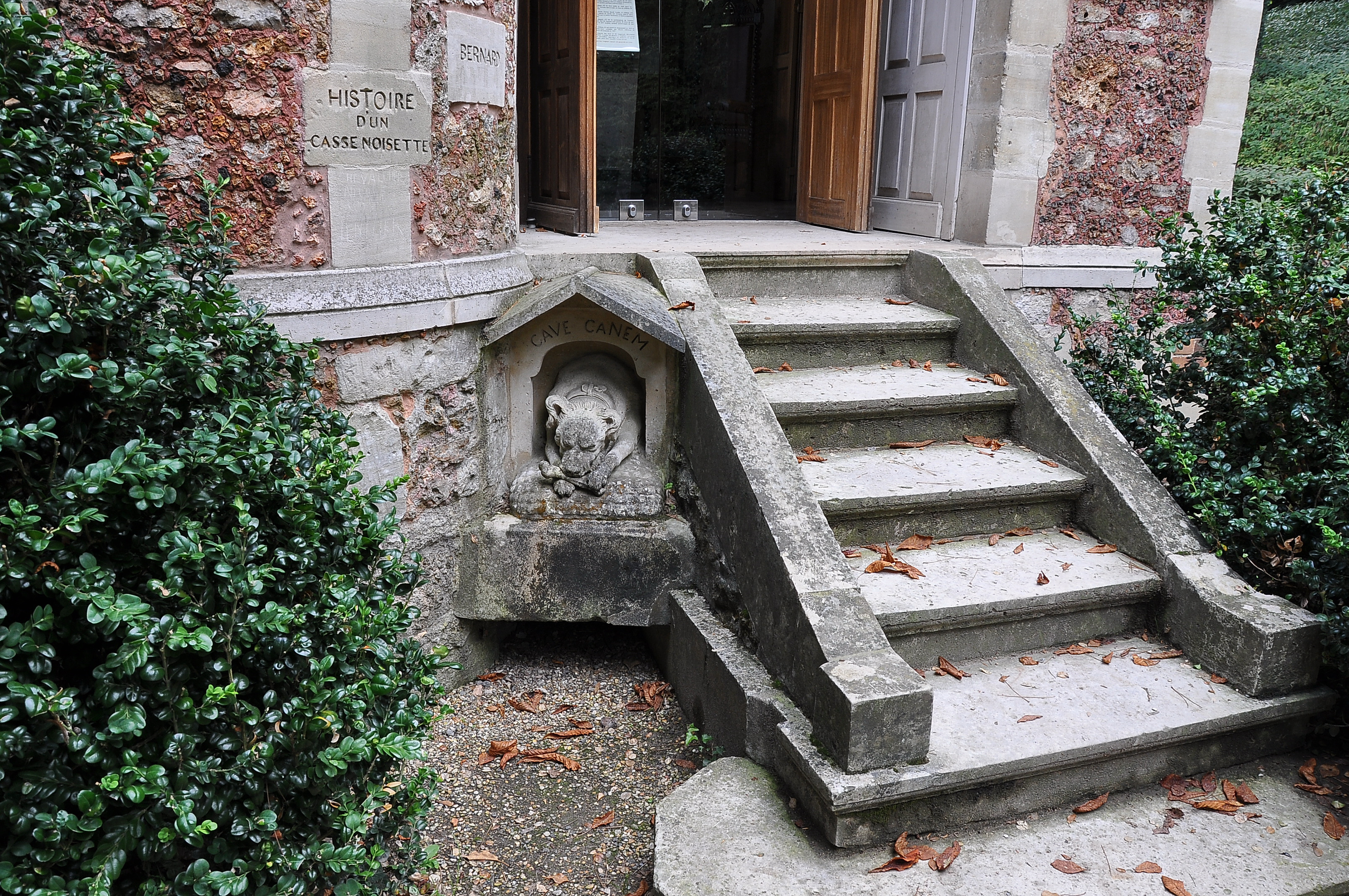
L'escalier d'entrée au Château d'If.
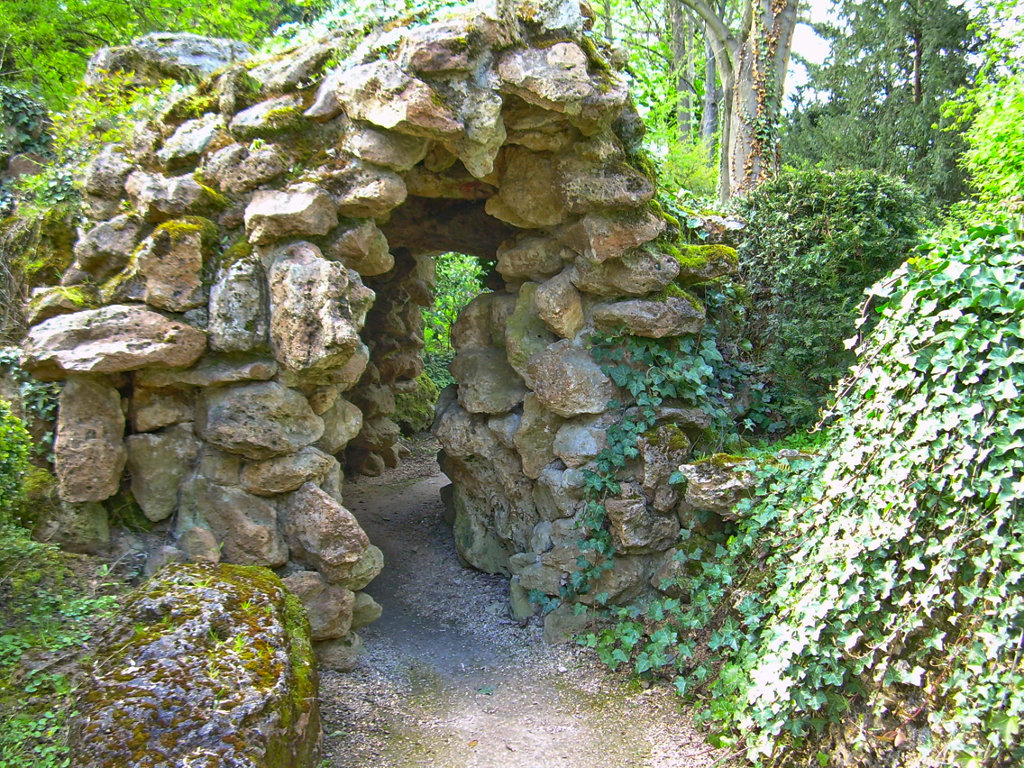
Fabrique du jardin.
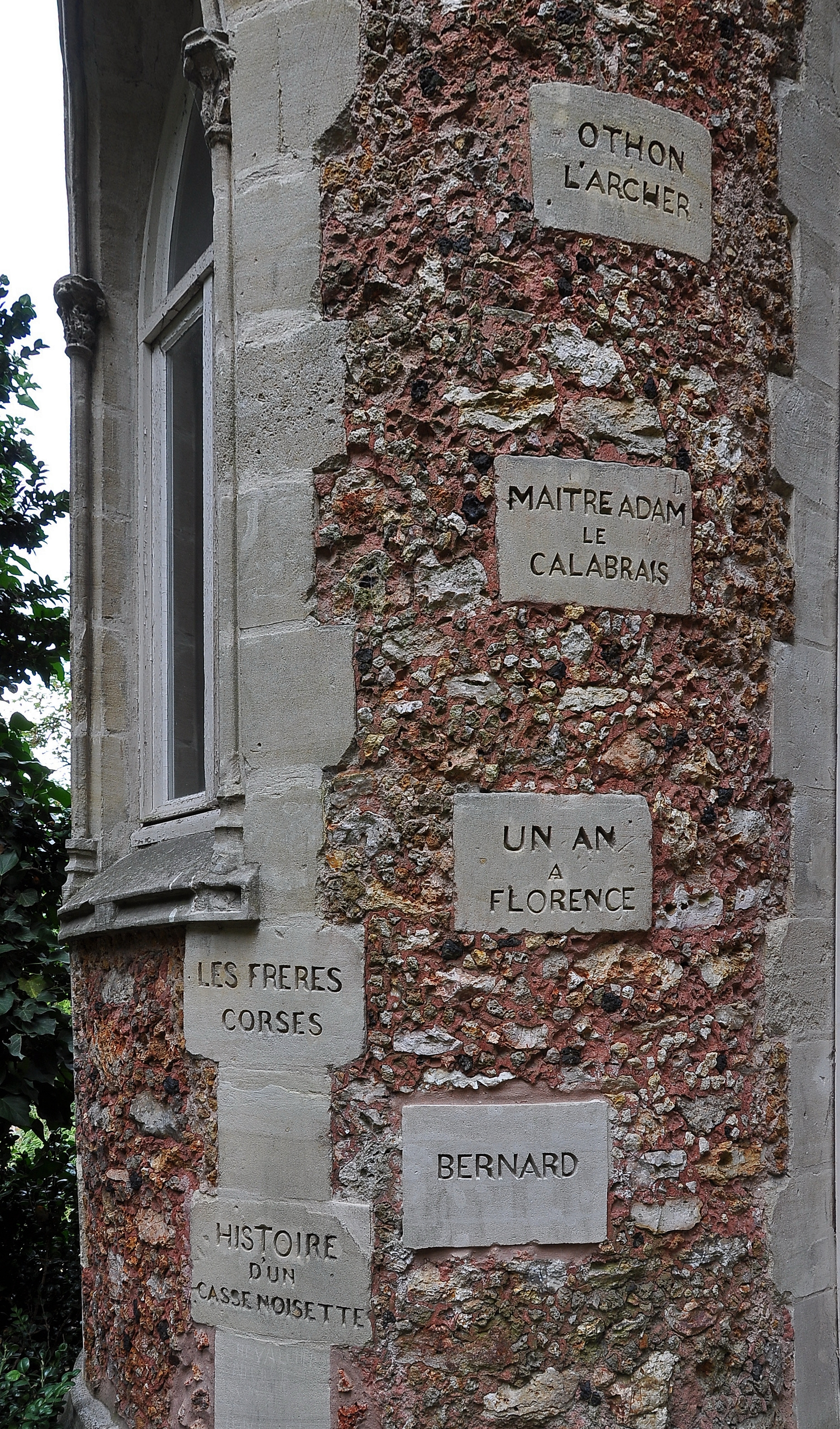
Les titres des 88 ouvrages gravés sur les murs du Château d'If.